# Querê Massa Uatara
Querê Massa Uatara (em diúla: Kere Massa Wattara; em francês: Kéré Massa Ouattara; m. 1749) foi nobre africano mandinga do século XVIII, fagama do Reino de Guirico de 1742 a 1749 em sucessão de Famagã Tiebá Uatara (r. 1729–1742). Ao ascender, seu reino foi convulsionado por várias revoltas dos povos submissos, as quais suprimiu com violência. Foi sucedido por Magã Ulé Uatara (r. 1749–1809).